# Flottbektal
El Flottbektal o vall del Flottbek és un dels parcs naturals d'Hamburg, protegits, promoguts i gestionats pel senat de l'estat d'Hamburg.

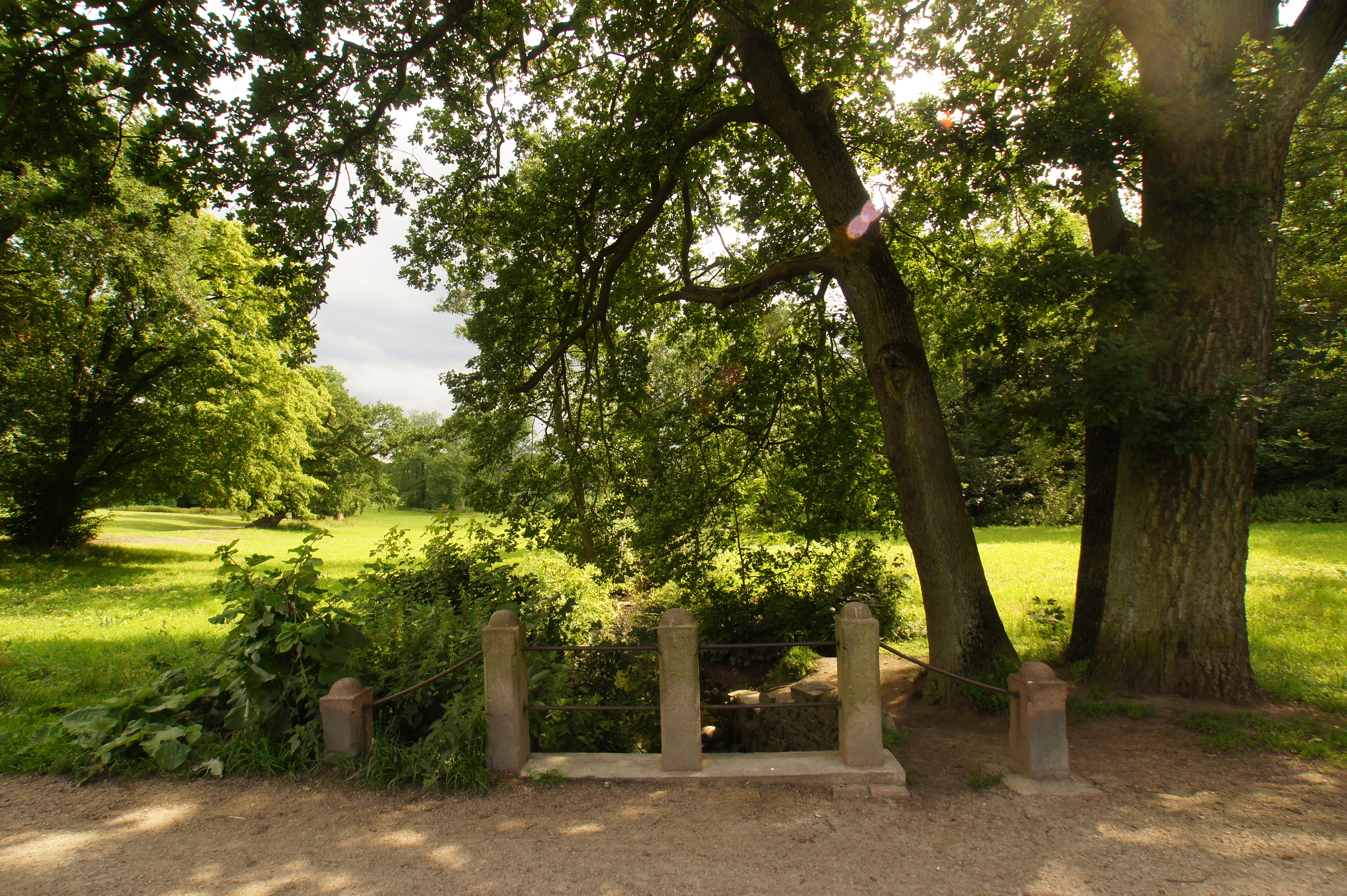
Pont al Große Flottbek a la reserva

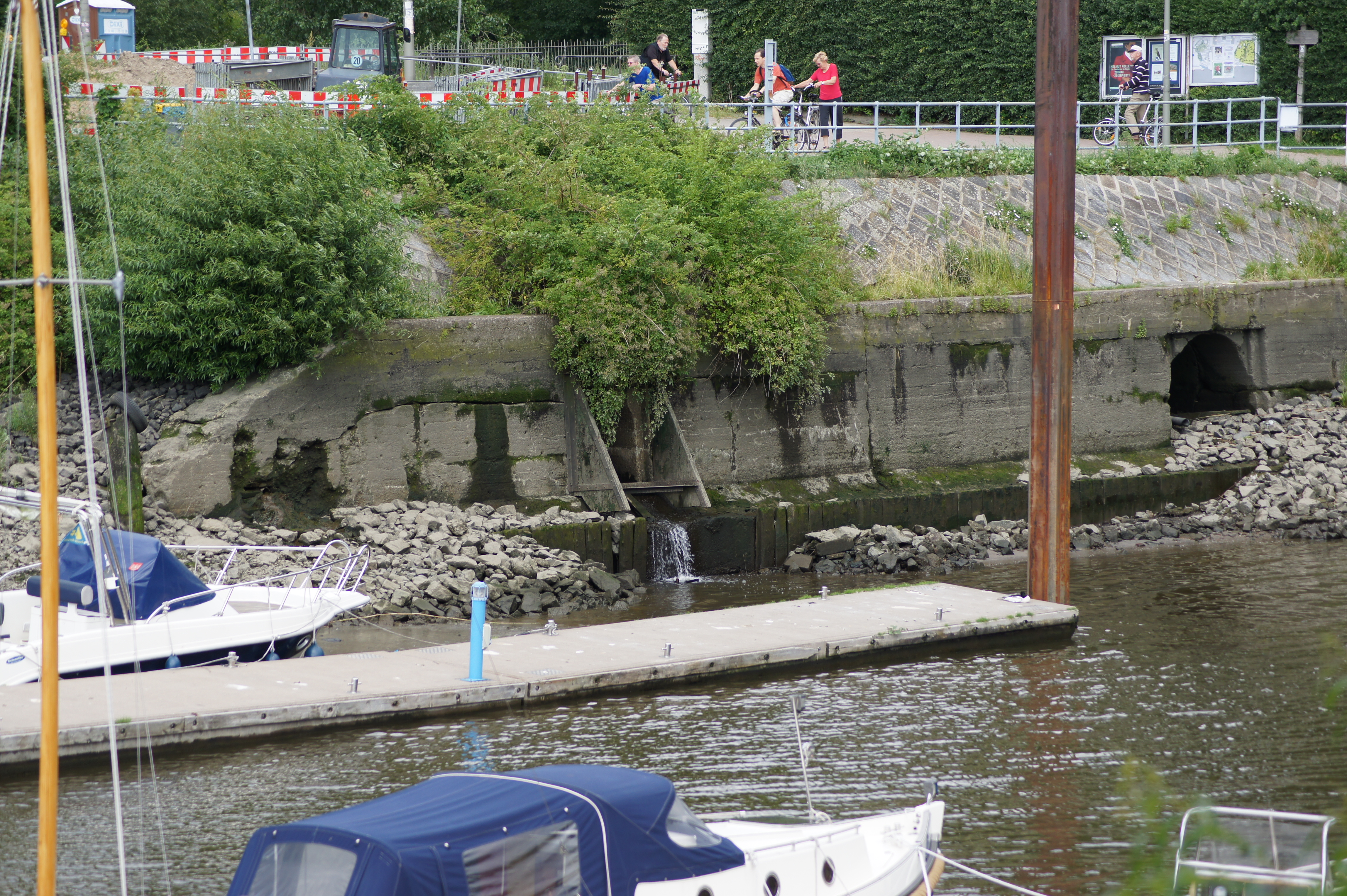
El desembocadament a marea baixa. Es veuen les restes de la fixació de les vàlvules. A marea alta les sortides i els prats que es troben darrere se submergeixen dues vegades per dia.

És el més petit del 31 parcs naturals de la ciutat hanseàtica. El parc està emparat legalment per un Pla especial de protecció del medi físic i el paisatge, aprovat l'1 de juny de 1982.

## Situació
El parc es troba al geesthang al mig d'una zona verd més llarga, el Jenisch Park. És la darrera de les valls humides (alemany Talaue) al territori hamburguès que va tornar a ésser sotmesa a la influència de la marea via l'Elba, després de suprimir una vàlvula que tancava el Große Flottbek a marea alta al port de Teufelsbrück. El senders del parc estan oberts als vianants i ciclistes.

## Fauna i flora
Més avall, la zona està més sotmesa a la marea i crea un biòtop ideal per salzes, que cauen i als troncs caiguts tornen a créixer com a bosquets d'arbusts joves, omplerts d'ortigues i de petasites. Al marge del Flottbek es troben a més poes, ranunculàcies i prímules. La part més amunt del geesthang està dominat per canyís sembrat de petits prats de Cirsium oleraceum, caltes i filipendules molt atractius a la primavera, quan tot floreix. Degut a la superfície petita de la reserva, la fauna està menys especialitzada. S'hi troben entre altres microquiròpters, i ocells rars a la regió força urbanitzada d'Hamburg, com Hippolais icterina i les busqueretes. Altres ocells notables són el gamarús eurasiàtic, el picot verd, el rossinyol tot i el rar blauet.